# Каліста Флокгарт
Каліста Кей Флокгарт (англ. Calista Kay Flockhart; нар. 11 листопада 1964) — американська акторка. Вона найвідоміша роллю головного персонажа в юридичному комедійно-драматичному серіалі «Еллі Макбіл» (1997—2002), Кітті Вокер у драматичному серіалі «Брати і сестри» (2006—2011) та Кет Грант у супергеройському драматичному серіалі «Супердівчина» (2015—2017). Вона також знімалася в ряді фільмів, включно з комедійним фільмом «Клітка для пташок» (1996), романтичним комедійним фільмом «Сон літньої ночі» та драматичним фільмом «Жіночі таємниці» (2000).
Флокгарт виборола Золотий глобус і премію Гільдії кіноакторів, а також була тричі номінована на Еммі.

## Раннє життя
Каліста Кей Флокгарт народилася у Фріпорті, Іллінойс, у родині вчительки англістики Кей Калісти та керівника Kraft Foods Рональда Флокгарта. Її батьки вийшли на пенсію та мешкають у Моррістауні, Теннессі. Вона має старшого брата Гері. Її мати обернула власні перше та середнє імена, назвавши її Калістою Кей.
Оскільки робота її батька вимагала від сім'ї частих переїздів, Флокгарт і її брат росли в декількох місцях, включно з Іллінойсом, Айовою, Міннесотою, Нью-Джерсі та Норвічі, Нью-Йорк. У дитинстві вона написала п'єсу під назвою «Toyland», яку й виконала для малої аудиторії на званому обіді.
Флокгарт закінчила Вищу школу Шауні у тауншипі Медфорд, Нью-Джерсі. Після випуску 1983 року Флокгарт закінчила Школу мистецтв Мейсон Гросс у Рутгерському університеті у Нью-Брансвіку, Нью-Джерсі. В той час вона закінчила спеціалізований і конкурсний клас, який тривав з 6:00 до 18:00. На другому році в Рутгерсі Флокгарт зустріла прагнучу акторку Джейн Краковськи, найліпшу подругу своєї співмешканки. Пізніше вони співпрацюватимуть у «Еллі Макбіл».
Люди почали розпізнавати акторські здібності Флокгарт, коли Вільям Еспер (театральний режисер Мейсон Гросс і вчитель Флокгарт із акторської майстерності) зробили виняток із політики, дозволивши Флокгарт виступати на головній сцені. Хоча це місце зазвичай зарезервовано для молодших і старших, Гарольд Скотт наполягав, що Флокгарт виступить там у його постановці «Пікнік» Вільяма Інджа. Флокгарт закінчила зі ступенем бакалавра образотворчого мистецтва у Театрі 1988 року як одна з кількох студенток, які успішно завершили курс. Рутгерс включив її до Зали видатних випускників 3 травня 2003 року.
Флокгарт переїхала до Нью-Йорка 1989 року та почала шукати прослуховувань, мешкаючи з трьома іншими жінками у двокімнатній квартирі та працюючи офіціанткою й інструкторкою з аеробіки. Вона залишалася в місті до 1997 року.

## Кар'єра

### Рання кар'єра
Навесні 1989 року Флокгарт уперше з'явилася на телебаченні у незначній ролі няньки в епізоді «Дороговказного світла». Також вона зіграла підлітка, що бореться з розладом харчування, в одногодинному пообідньому спецвипуску на ТБ. Флокгарт зробила свій професійний дебют на нью-йоркській сцені, з'явившись у «Beside Herself» разом із Меліссою Джоан Гарт у Circle Repertory Theatre. Двома роками пізніше Флокгарт з'явилася в телефільмі «Darrow». Хоча вона згодом з'являлася у фільмах «Голий у Нью-Йорку» (1993) та «Getting In» (1994), її першою істотною розмовною частиною у фільмі була у «Вікторині» режисера Роберта Редфорда.
Флокгарт дебютувала на Бродвеї 1994 року в ролі Лаури у «Скляному звіринці». Акторка Джулі Гарріс відчувала, що Флокгарт повинні взяти без подальших прослуховувань, стверджуючи, що вона здається ідеальною для частини[джерело не вказане 2683 дні]. Флокгарт отримала премію Кларенса Дервента за своє виконання. 1995 року Флокгарт познайомилася з такими акторками, як Даян Віст і Фей Данавей, коли вона з'явилася у фільмі «Drunks». Пізніше того ж року Флокгарт знялася у «Джейн Доу» в ролі наркоманки. 1996 року Флокгарт з'явилася в ролі дочки персонажів Даян Віст і Джина Гекмена у «Клітці для пташок». Протягом того року вона продовжувала працювати на Бродвеї, граючи роль Наташі у «Трьох сестрах» Антона Чехова.

### «Еллі Макбіл»
1997 року Флокгарт запросили на прослуховування на зіркову роль у серіалі Девіда Е. Келлі на Fox television «Еллі Макбіл». Келлі, почувши Флокгарт, захотів прослухати її на контрактну частину. Хоча Флокгарт спочатку вагалася через необхідність участі у шоу в оборотному контракті, вона похитнулася сценарієм і вирушила до Лос-Анджелеса на прослуховування на частину, яке й виграла. Вона заслужила Золотий глобус за роль 1998 року. Флокгарт також з'явилася 29 червня 1998 року на обкладинці журналу «Тайм», розміщена як найновіша ітерація в еволюції фемінізму, що стосується поточних дебатів про роль, зображену її персонажем.

### «Брати і сестри»
Флокгарт виконала зіркову роль Кітті Вокер, протилежності Саллі Філд, Рейчел Гріффітс і Метью Ріса у визнаному критиками прайм-тайм серіалі ABC «Брати і сестри», прем'єра якого відбулася у вересні 2006 року в часовому слоті після «Відчайдушних домогосподарок». Шоу було скасовано у травні 2011 року після тривання п'ять років. Персонаж Флокгарт був значущим протягом перших чотирьох років серіалу, але її появи були зменшені в сезоні 2010—2011 років, що збігається з виходом із серіалу її телевізійного чоловіка Роб Лоу.

### Інші роботи
Флокгарт грала роль Єлени у «Сон літньої ночі», фільмі-версії 1999 року Шекспірівської п'єси. 2000 року вона з'явилася в ««Жіночих таємницях»» та «Bash: Latter-Day Plays», пізніше супроводжуючи Ів Енслер до Кенії задля протесту проти жорстокості проти жінок, зокрема жіночого обрізання. Флокгарт також зіграла в постановці Оф-Бродвей Енслерових «Монологів вагіни».
2004 року Флокгарт з'явилася в ролі психічно неврівноваженої подруги Метью Бродеріка в «Останньому кадрі». Того ж року Флокгарт мандрувала до Іспанії на знімання «Крихкості», прем'єра якої відбулася у вересні 2005 року на Венеційському кінофестивалі. Їй було запропоновано роль Сюзан Маєр у «Відчайдушних домогосподарках», але вона відхилила, і роль згодом пішла до Тері Гетчер.
2014 року Флокгарт отримала роль моб боса (англ. mob boss) Еллен у другому сезоні «Повного кола». Ефір очікувався 2015 року. Це було першою акторською роллю Флокгарт за три роки після її перерви після завершення «Братів і сестер».
2015 року Флокгарт зіграла у телесеріалі «Супердівчина» роль Кет Грант, «саморобної медіа-магнатки та засновниці CatCo» та боса Кари (альтер-его Супердівчини). Прем'єра серіалу відбулася 26 жовтня 2015 року на CBS. Через бажання мережі зменшити бюджет шоу воно переїхало до сестринської мережі The CW після першого сезону, разом із переїздом знімань у Ванкувер. Флокгарт залишилася в шоу (хоча й як повторюваний персонаж), попри попередню aversion працювати поза Лос-Анджелесом.

## Особисте життя

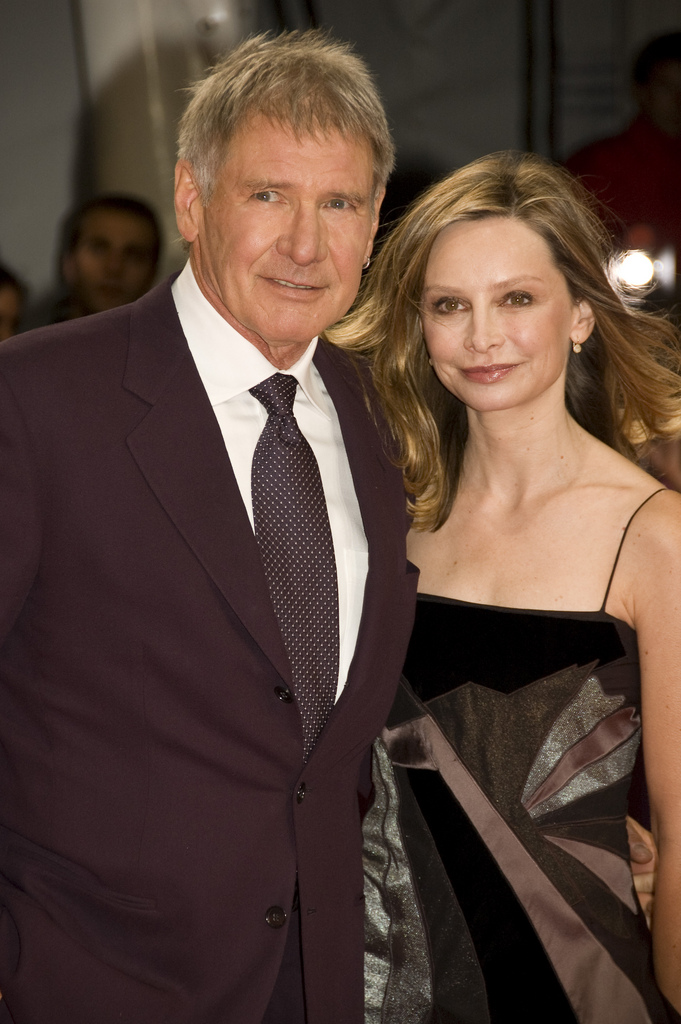
Флокгарт і Форд у вересні 2009 року

Флокгарт була у стосунках із актором Гаррісоном Фордом після їхньої зустрічі на нагородженні Золотим глобусом 20 січня 2002 року. Вони заручились у День святого Валентина 2009 року й одружилися 15 червня 2010 року в Санта-Фе, Нью-Мексико. Церемонію очолили Губернатор Білл Річардсон і головний суддя Верховного суду Нью-Мексико Чарльз В. Деніелс. Флокгарт і Форд разом мали одного прийомного сина Лаєма Флокгарта Форда (нар. 2001), якого Флокгарт прийняла при народженні.
Протягом своєї професійної кар'єри Флокгарт підтримувала свою худу фігуру. Проте, багато хто коментував, що Флокгарт стала небезпечно худою, особливо коли акторка з'явилася на червоній доріжці в одязі, що розкривав виснажену статуру. Вона підтримувала протягом тривання «Еллі Макбіл», що в неї ніколи не діагностували ні анорексію, ні булімію, і вона не користувалася незаконними ліками. Вона зауважила, однак, що, знімаючись у шоу, вона утримувалася від уживання солодкого, підтримуючи свою стрункість інтенсивними тренуваннями та бігом. 2006 року вона зізналася, що мала проблему на той час, і «забагато займалася» та «замало їла».
З 2004 до 2014 року Флокгарт слугувала національною речницею Peace Over Violence.

## Фільмографія
| Рік       |    | Українська назва                  | Оригінальна назва                               | Роль                                                            |
| --------- | -- | --------------------------------- | ----------------------------------------------- | --------------------------------------------------------------- |
| 1989      | с  | Дороговказне світло               | Guiding Light                                   | Еліза                                                           |
| 1991      | тф |                                   | Darrow                                          | Ліліан Андерсон                                                 |
| 1992      | с  |                                   | Lifestories: Families in Crisis                 | Мері-Маргарет Картер                                            |
| 1993      | ф  |                                   | Naked in New York                               | Студентка-акторка                                               |
| 1994      | ф  |                                   | Clear Cut                                       |                                                                 |
| 1994      | ф  |                                   | Gettin In                                       | Аманда Морел                                                    |
| 1994      | ф  | Телевікторина                     | Quiz Show                                       | студентка Колумбійського університету                           |
| 1995      | ф  |                                   | Pictures of Baby Jane Doe                       | Джейн                                                           |
| 1995      | ф  |                                   | Drunks                                          | Хелен                                                           |
| 1996      | ф  | Клітка для пташок                 | The Birdcage                                    | Барбара Кілі                                                    |
| 1996      | ф  |                                   | Milk & Money                                    | Крістін                                                         |
| 1997      | ф  |                                   | Telling Lies in America                         | Діні Маджескі                                                   |
| 1997—2002 | с  | Еллі Мак-Біл                      | Ally McBeal                                     | Еллі Мак-Біл                                                    |
| 1998      | с  | Практика                          | The Practice                                    | Еллі Мак-Біл                                                    |
| 1999      | ф  | Сон літньої ночі                  | A Midsummer Night's Dream                       | Хелена                                                          |
| 2000      | ф  | Жіночі таємниці                   | Things You Can Tell Just by Looking at Her      | Крістін Тейлор                                                  |
| 2000      | с  |                                   | Happily Ever After: Fairy Tales for Every Child | Ванна Ван (озвучування)                                         |
| 2000      | с  | Суботнього вечора в прямому ефірі | Saturday Night Live                             | Ведуча                                                          |
| 2001      | тф |                                   | Bash: Latter-Day Plays                          |                                                                 |
| 2004      | ф  | Останній кадр                     | The Last Shot                                   | Валері Вестон                                                   |
| 2005      | ф  | Крихкість                         | Fragile                                         | Емі Ніколлс                                                     |
| 2006—2011 | с  | Брати і сестри                    | Brothers & Sisters                              | Кітті Вокер                                                     |
| 2014      | с  | Робоцип                           | Robot Chicken                                   | доктор Раян Стоун / Смурфетта / Ребекка Каннінгем (озвучування) |
| 2014      | с  | Вебтерапія                        | Web Therapy                                     | Ейпріл Кітінг                                                   |
| 2015      | с  | Повне коло                        | Full Circle                                     | Еллен Келлі-О'Рурк                                              |
| 2015—2018 | с  | Супердівчина                      | Supergirl                                       | Кет Грант                                                       |
| 2015      | с  | Пінгвіни Мадагаскару              | The Penguins of Madagascar                      | Доріс (озвучування)                                             |

## Нагороди та номінації
| Рік  | Нагорода                   | Категорія                                                                          | Робота       | Результат |
| ---- | -------------------------- | ---------------------------------------------------------------------------------- | ------------ | --------- |
| 1998 | Прайм-тайм премія «Еммі»   | Премія «Еммі» за найкращу жіночу роль у комедійному телесеріалі                    | Еллі Макбіл  | Номінація |
| 1998 | Золотий глобус             | Премія «Золотий глобус» за найкращу жіночу роль серіалу — комедія або мюзикл       | Еллі Макбіл  | Перемога  |
| 1998 | Премія Гільдії кіноакторів | Премія Гільдії кіноакторів США за найкращу жіночу роль у комедійному серіалі       | Еллі Макбіл  | Номінація |
| 1998 | Премія Гільдії кіноакторів | Премія Гільдії кіноакторів США за найкращий акторський склад у комедійному серіалі | Еллі Макбіл  | Номінація |
| 1999 | Прайм-тайм премія «Еммі»   | Премія «Еммі» за найкращу жіночу роль у комедійному телесеріалі                    | Еллі Макбіл  | Номінація |
| 1999 | Золотий глобус             | Премія «Золотий глобус» за найкращу жіночу роль серіалу — комедія або мюзикл       | Еллі Макбіл  | Номінація |
| 1999 | Супутник                   | Премія «Супутник» за найкращу жіночу роль серіалу — комедія або мюзикл             | Еллі Макбіл  | Номінація |
| 1999 | Премія Гільдії кіноакторів | Премія Гільдії кіноакторів США за найкращу жіночу роль у комедійному серіалі       | Еллі Макбіл  | Номінація |
| 1999 | Премія Гільдії кіноакторів | Премія Гільдії кіноакторів США за найкращий акторський склад у комедійному серіалі | Еллі Макбіл  | Перемога  |
| 2000 | Золотий глобус             | Премія «Золотий глобус» за найкращу жіночу роль серіалу — комедія або мюзикл       | Еллі Макбіл  | Номінація |
| 2000 | Вибір народу               | Улюблена телевізійна виконавиця                                                    | Еллі Макбіл  | Перемога  |
| 2000 | Супутник                   | Премія «Супутник» за найкращу жіночу роль серіалу — комедія або мюзикл             | Еллі Макбіл  | Номінація |
| 2000 | Премія Гільдії кіноакторів | Премія Гільдії кіноакторів США за найкращу жіночу роль у комедійному серіалі       | Еллі Макбіл  | Номінація |
| 2000 | Премія Гільдії кіноакторів | Премія Гільдії кіноакторів США за найкращий акторський склад у комедійному серіалі | Еллі Макбіл  | Номінація |
| 2001 | Прайм-тайм премія «Еммі»   | Премія «Еммі» за найкращу жіночу роль у комедійному телесеріалі                    | Еллі Макбіл  | Номінація |
| 2001 | Золотий глобус             | Премія «Золотий глобус» за найкращу жіночу роль серіалу — комедія або мюзикл       | Еллі Макбіл  | Номінація |
| 2001 | Премія Гільдії кіноакторів | Премія Гільдії кіноакторів США за найкращу жіночу роль у комедійному серіалі       | Еллі Макбіл  | Номінація |
| 2001 | Премія Гільдії кіноакторів | Премія Гільдії кіноакторів США за найкращий акторський склад у комедійному серіалі | Еллі Макбіл  | Номінація |
| 2002 | Золотий глобус             | Премія «Золотий глобус» за найкращу жіночу роль серіалу — комедія або мюзикл       | Еллі Макбіл  | Номінація |
| 2016 | Премія Сатурн              | Премія «Сатурн» за найкращу жіночу роль другого плану у телесеріалі                | Супердівчина | Номінація |